# Simina
La rue Simina (en serbe cyrillique : Симина) est une rue de Belgrade, la capitale de la Serbie, située dans la municipalité urbaine de Stari grad.

## Parcours
La rue Simina naît au niveau de la rue Višnjićeva. Elle s'oriente vers le sud-ouest et croise la rue Kapetan Mišina (à gauche) et le Studentski trg (à droite) puis traverse les rues Kneginje Ljubice, Dobračina et Dositejeva avant d'aboutir au carrefour des rues Francuska et Braće Jugovića.

## Architecture et culture
Le Temple de la Sainte-Trinité à Belgrade, de culte protestant, est située au n° 8 de la rue.
Plusieurs édifices de la rue sont classés Monuments historiques. La maison de Lazar Paču, au n° 14, date des années 1880. La maison de Milan Piroćanac, située 7 rue Francuska et 20 rue Simina, a été construite en 1884 pour Milan Piroćanac, l'un des hommes politiques les plus importants des années 1880 ; elle constitue un exemple de résidence urbaine de cette époque et est probablement l'œuvre de l'architecte Jovan Ilkić, qui a dessiné la maison dans le style académique de l'époque, avec des éléments de décor néorenaissance. La Maison commémorative de Radeta Stanković, située 15 rue Simina, a été construite en 1912 par l'architecte Nikola Nestorović ; elle est inscrite sur la liste des biens culturels de la ville de Belgrade.
Le Bâtiment de la Croix rouge se trouve au n° 19 ; il a été achevé en 1879 d'après un projet d'Aleksandar Bugarski, l'un des architectes serbes les plus importants du XIXe siècle. Le club des vétérans, construit dans un style mêlant l'académisme et le modernisme, possède une aile sur la rue Simina.
La Galerija Atrijum se trouve au n° 10.

## Institution
L'ambassade des Pays-Bas est située au n° 29.